# Campeonato Europeo de Hockey sobre Hielo
El Campeonato de Europa de Hockey sobre Hielo (IIHF European Championship) fue la máxima competición internacional entre selecciones europeas de hockey sobre hielo, creada en el año 1910 y pudiendo ser considerada predecesora del Campeonato del Mundo.
La edición de 1932 fue el último torneo europeo separado del Campeonato del Mundo. A partir de ese año, los campeonatos de Europa se disputaron conjuntamente con los mundiales. Esta situación se mantuvo hasta 1991, año en que el campeonato continental dejó de celebrarse.

## Historial
Como competición independiente
| Año         | Sede                                             | Campeón                                                                  | Subcampeón                                                               | Tercer clasificado                                                       |
| ----------- | ------------------------------------------------ | ------------------------------------------------------------------------ | ------------------------------------------------------------------------ | ------------------------------------------------------------------------ |
| 1910        | Las Avants (Suiza)                               | Reino Unido                                                              | Alemania                                                                 | Bélgica                                                                  |
| 1911        | Berlín (Alemania)                                | Bohemia                                                                  | Alemania                                                                 | Bélgica                                                                  |
| 1912        | Praga (Austria-Hungría)                          | Anulada porque Austria no era miembro de la IIHF. Bohemia había vencido. | Anulada porque Austria no era miembro de la IIHF. Bohemia había vencido. | Anulada porque Austria no era miembro de la IIHF. Bohemia había vencido. |
| 1913        | Múnich (Alemania)                                | Bélgica                                                                  | Bohemia                                                                  | Alemania                                                                 |
| 1914        | Berlín (Alemania)                                | Bohemia                                                                  | Alemania                                                                 | Bélgica                                                                  |
| 1915 - 1920 | No se disputó debido a la Primera Guerra Mundial | No se disputó debido a la Primera Guerra Mundial                         | No se disputó debido a la Primera Guerra Mundial                         | No se disputó debido a la Primera Guerra Mundial                         |
| 1921        | Estocolmo (Suecia)                               | Suecia                                                                   | Checoslovaquia                                                           | Sólo participaron dos equipos.                                           |
| 1922        | St. Moritz (Suiza)                               | Checoslovaquia                                                           | Suecia                                                                   | Suiza                                                                    |
| 1923        | Amberes (Bélgica)                                | Suecia                                                                   | Francia                                                                  | Checoslovaquia                                                           |
| 1924        | Milán (Italia)                                   | Francia                                                                  | Suecia                                                                   | Suiza                                                                    |
| 1925        | Štrbské Pleso / Starý Smokovec (Checoslovaquia)  | Checoslovaquia                                                           | Austria                                                                  | Suiza                                                                    |
| 1926        | Davos (Suiza)                                    | Suiza                                                                    | Checoslovaquia                                                           | Austria                                                                  |
| 1927        | Viena (Austria)                                  | Austria                                                                  | Bélgica                                                                  | Alemania                                                                 |
| 1929        | Budapest (Hungría)                               | Checoslovaquia                                                           | Polonia                                                                  | Austria                                                                  |
| 1932        | Berlín (Alemania)                                | Suecia                                                                   | Austria                                                                  | Suiza                                                                    |

Competición integrada dentro del Campeonato del Mundo
| Año       | Sede                                               | Campeón                                            |
| --------- | -------------------------------------------------- | -------------------------------------------------- |
| 1928      | St. Moritz (Juegos Olímpicos)                      | Suecia                                             |
| 1930      | Chamonix / Berlín                                  | Alemania                                           |
| 1931      | Krynica                                            | Austria                                            |
| 1933      | Praga                                              | Checoslovaquia                                     |
| 1934      | Milán                                              | Alemania                                           |
| 1935      | Davos                                              | Suiza                                              |
| 1936      | Garmisch-Partenkirchen (Juegos Olímpicos)          | Reino Unido                                        |
| 1937      | Londres                                            | Reino Unido                                        |
| 1938      | Praga                                              | Reino Unido                                        |
| 1939      | Zúrich / Basilea                                   | Suiza                                              |
| 1940-1946 | No se disputó a causa de la Segunda Guerra Mundial | No se disputó a causa de la Segunda Guerra Mundial |
| 1947      | Praga                                              | Checoslovaquia                                     |
| 1948      | St. Moritz (Juegos Olímpicos)                      | Checoslovaquia                                     |
| 1949      | Estocolmo                                          | Checoslovaquia                                     |
| 1950      | Londres                                            | Suiza                                              |
| 1951      | París                                              | Suecia                                             |
| 1952      | Oslo (Juegos Olímpicos)                            | Suecia                                             |
| 1953      | Zúrich / Basilea                                   | Suecia                                             |
| 1954      | Estocolmo                                          | Suecia                                             |
| 1955      | Krefeld / Dortmund / Colonia                       | Unión Soviética                                    |
| 1956      | Cortina d'Ampezzo (Juegos Olímpicos)               | Unión Soviética                                    |
| 1957      | Moscú                                              | Suecia                                             |
| 1958      | Oslo                                               | Unión Soviética                                    |
| 1959      | Praga / Bratislava                                 | Unión Soviética                                    |
| 1960      | Squaw Valley (Juegos Olímpicos)                    | Unión Soviética                                    |
| 1961      | Ginebra / Lausana                                  | Checoslovaquia                                     |
| 1962      | Colorado Springs / Denver                          | Suecia                                             |
| 1963      | Estocolmo                                          | Unión Soviética                                    |
| 1964      | Innsbruck (Juegos Olímpicos)                       | Unión Soviética                                    |
| 1965      | Tampere                                            | Unión Soviética                                    |
| 1966      | Liubliana                                          | Unión Soviética                                    |
| 1967      | Viena                                              | Unión Soviética                                    |
| 1968      | Grenoble (Juegos Olímpicos)                        | Unión Soviética                                    |
| 1969      | Estocolmo                                          | Unión Soviética                                    |
| 1970      | Estocolmo                                          | Unión Soviética                                    |
| 1971      | Berna/Ginebra                                      | Unión Soviética                                    |
| 1972      | Praga                                              | Checoslovaquia                                     |
| 1973      | Moscú                                              | Unión Soviética                                    |
| 1974      | Helsinki                                           | Unión Soviética                                    |
| 1975      | Múnich / Düsseldorf                                | Unión Soviética                                    |
| 1976      | Katowice                                           | Checoslovaquia                                     |
| 1977      | Viena                                              | Checoslovaquia                                     |
| 1978      | Praga                                              | Unión Soviética                                    |
| 1979      | Moscú                                              | Unión Soviética                                    |
| 1981      | Gotemburgo / Estocolmo                             | Unión Soviética                                    |
| 1982      | Helsinki / Tampere                                 | Unión Soviética                                    |
| 1983      | Düsseldorf / Dortmund / Múnich                     | Unión Soviética                                    |
| 1985      | Praga                                              | Unión Soviética                                    |
| 1986      | Moscú                                              | Unión Soviética                                    |
| 1987      | Viena                                              | Unión Soviética                                    |
| 1989      | Estocolmo / Södertälje                             | Unión Soviética                                    |
| 1990      | Berna / Friburgo                                   | Suecia                                             |
| 1991      | Turku / Helsinki / Tampere                         | Unión Soviética                                    |